# حمله بازتابی
در امنیت کامپیوتر، حمله بازتابی یک روش حمله به سیستم‌های احراز هویت مبتنی بر چالش-پاسخ است که از پروتکل مشابه در هر دو جهت استفاده می‌کند. به عبارت دیگر، هر طرف برای احراز هویت طرف دیگر از پروتکل چالش-پاسخ یکسان استفاده می‌کند. ایده اصلی این حمله این است که هدف را فریب دهد تا پاسخ چالش خودش را ارائه دهد.

## حمله
طرح کلی حمله به این صورت است:
1. مهاجم یک اتصال به هدف ایجاد می‌کند.
2. هدف تلاش می‌کند با ارسال یک چالش مهاجم را احراز هویت کند.
3. مهاجم یک اتصال دیگر به هدف باز می‌کند و این چالش را به عنوان چالش خودش برای هدف می‌فرستد.
4. هدف به چالش پاسخ می‌دهد.
5. مهاجم این پاسخ را در اتصال اولیه برای هدف ارسال می‌کند.

اگر پروتکل احراز هویت به دقت طراحی نشده باشد، هدف، این پاسخ را به عنوان پاسخ معتبر قبول می‌کند و در نتیجه مهاجم یک کانال اتصال کاملاً احراز هویت شده دارد. (اتصال دیگر رها می‌شود)
به زبان ساده، در این نوع حمله، مهاجم آدرس IP هدف خود را جعل و یک درخواست به سرور ارسال می‌کند که از آسیب‌پذیری ناشی از سرور با پیکربندی نادرست سو استفاده می‌کند و سرور قادر به تشخیص آدرس IP جعلی از آدرس واقعی نیست. بنابراین درخواست را معتبر می‌پندارد و به درخواست پاسخ می‌دهد.

## راه حل
برخی از رایج‌ترین راه‌حل‌ها برای این حمله به شرح زیر است:
- پاسخ‌دهنده شناسه خود را با پاسخ ارسال می‌کند، بنابراین اگر پاسخی دریافت کند که حاوی شناسه خودش باشد، می‌تواند آن را رد کند.[۲]
  1. آلیس یک اتصال به باب برقرار می‌کند.
  2. باب آلیس را با ارسال یک رمزنگاری نانس به چالش می‌کشد. B → A: N
  3. آلیس با ارسال MAC محاسبه شده بر روی شناسه خود و رمزنگاری نانس با کلید مشترک Kab، پاسخ می‌دهد. A → B: MACKab{A, N}
  4. باب پیام را بررسی و MAC را تأیید می‌کند. مطمئن می شود که پیام از آلیس است و نه پیامی که خودش در گذشته ارسال کرده، با تأیید آن با A و نه با B و با رمزنگاری نانسی که در چالش خود ارسال کرده. سپس پیام را می‌پذیرد.
- از طرف آغازگر بخواهید ابتدا به چالش‌ها پاسخ دهد قبل از آنکه طرف هدف به چالش‌های خود پاسخ دهد.
- کلید یا پروتکل دو طرف حتما باید متفاوت باشد.